# Clytini
Клиты (лат. Clytini)  — триба усачей из подсемейства настоящих усачей. В трибе описано приблизительно 1500 видов.

## Морфология

### Имаго
Усики сближенные, расстояние между ними на основании меньше промежутка, заключённого между долями глаза на темени. Бёдра небулавовидные.

### Личинки
Щит переднеспинки склеротизированный (многие Xylotrechus) или кожистый (Clytus, Chlorophorus и др.), матовый или глянцевый, самое большее в крупных продольных морщинках. На боках головы располагается по одному (Xylotrechus, Clytus, Chlorophorus) или по два (Epiclytus) глазка. Грудные ноги развитые (многие Clytus, Chlorophorus) или отсутствуют (Xylotrechus, некоторые Clytus и др.).

### Куколки
Седьмой брюшной тергит треугольной формы, на вершине закруглённый, на заднем крае не отвесный, на диске с широкими, образующими три-четыре не поперечных ряда из них шипики заднего ряда загнуты по направлению вперёд, двух средних рядов (состоящих каждый из двух шипиков) загнуты к середине. Усики короткие, прижатые к бокам, направлены вершиной назад или пригнуты к вентральной стороне, или длинные, на вентральной стороне загнутые петлевидно или дуговидно вперёд.

## Классификация
В составе трибы:
- род: Abacoclytus Pesarini & Sabbadini, 1997
- род: Acrocyrta Pascoe, 1857
- род: Amamiclytu K. Ohbayashi, 1964
- род: Anthoboscus Chevrolat, 1860
- род: Borneoclytus Dauber, 2006
- род: Brachyclytus Kraatz, 1879
- род: Calanthemis Thomson, 1864
- род: Calloides LeConte, 1873
- род: Carinoclytus Aurivillius, 1912
- род: Cetimaju Galileo & Martins, 2007
- род: Chlorophorus Chevrolat, 1863
- род: Clytobius Gressitt, 1951
- род: Clytocera Gahan, 1906
- род: Clytoleptus Casey, 1912
- род: Clytopsis Casey, 1912
- род: Clytosaurus Thomson, 1864
- род: Clytus Laicharting, 1784
- род: Cyrtoclytus Ganglbauer, 1881
- род: Demonax Thomson, 1860
- род: Denticerus Jordan, 1894
- род: Dexithea Thomson, 1864
- род: Epiclytus Gressitt, 1935
- род: Euryscelis Dejean, 1835
- род: Glycobius LeConte, 1873
- род: Hesperoclytus Holzschuh, 1986
- род: Ischnodora Chevrolat, 1863
- род: Isotomus Mulsant, 1863
- род: Kazuoclytus Hayashi, 1968
- род: Laodemonax Gressitt & Rondon, 1972
- род: Mecometopus Thomson, 1860
- род: Megacheuma Mickel, 1919
- род: Megacyllene Casey, 1912
- род: Mygalobas Chevrolat, 1862
- род: Neoclytus Thomson, 1860
- род: Ochraethes Chevrolat, 1860
- род: Perissus Chevrolat, 1863
- род: Placoclytus Chemsak & Linsley, 1974
- род: Placosternus Hopping, 1937
- род: Plagionotulus Jordan, 1894
- род: Plagionotus Mulsant, 1842
- род: Plagithmysus Motschulsky, 1845
- род: Plesioclytus Giesbert, 1993
- род: Pseudosphegesthes Reitter, 1913
- род: Psilomerus Chevrolat, 1863
- род: Rhabdoclytus Ganglbauer, 1889
- род: Rhaphuma Pascoe, 1858
- род: Sarosesthes Thomson, 1864
- род: Sinoclytus Holzschuh, 1995
- род: Tanyochraethes Chemsak & Linsley, 1965
- род: Teratoclytus Zaitzev, 1937
- род: Trichoxys Chevrolat, 1860
- род: Triodoclytus Casey, 1913
- род: Tylcus Casey, 1912
- род: Xylotrechus Chevrolat, 1860